# Julien Fumat
Pour l’article homonyme, voir Victor Fumat.
Pas d'image ? Cliquez ici

a Compétitions nationales et continentales officielles uniquement.

b Matchs officiels uniquement.
Dernière mise à jour le 15 juillet 2025.
Julien Fumat, né le 26 mars 1987 à Pau, est un joueur de rugby à XV français qui joue aux postes de centre ou d'ailier. Il effectue l'intégralité de sa carrière professionnelle avec la Section paloise, entre 2005 et 2021.

## Carrière

### Formation
Julien Fumat naît le 26 mars 1987 et grandit à Lembeye, dans le Vic-Bilh, où il fait la connaissance de Clément Darbo et Grégory Puyo. Son père, Michel Fumat est un ancien centre ayant évolué à l'ES Lembeye et au FC Lourdes.  
Julien Fumat a naturellement commencé sa carrière dans le rugby à XV au club de Lembeye, où il reste jusqu'en cadets. En 2005, Julien Fumat rejoint le centre de formation la Section paloise en 2005 en cadet deuxième année. L'année suivante, en 2006, Fumat remporte la Coupe René Crabos face au Club sportif Bourgoin-Jallieu, aux côtés de Clément Darbo, Lionel Campergue, Mickaël Drouard, Julien Dumora ou encore Jonathan Elgoyhen et Sébastien Torresin sous le management de Joël Rey et Thierry Ducès. Il inscrit un essai en finale. 

### En club
Julien Fumat évolue au niveau professionnel depuis 2005 et signe son premier contrat professionnel avec la Section en 2006.
Il dispute son premier match le 22 octobre 2005, en Challenge Européen, face aux London Irish.
Durant l'intégralité de sa carrière professionnelle, il est resté fidèle aux sectionnistes.
Avec le club béarnais, il débute en Top 14 avant de connaître une relégation en Pro D2 de 2006 à 2015. En 2009, il prolonge jusqu'en 2011 avec les Béarnais.
À l'issue de la saison de Pro D2 2014-2015, il remporte le titre de champion de France de Pro D2 et accède au Top 14. À l'issue de cette saison, il prolonge son contrat pour deux saisons supplémentaires.
Fumat évolue ainsi de nouveau en Top 14 depuis 2015. Il est le capitaine de l'équipe à de nombreuses reprises au cours de sa carrière.
En 2017, il prolonge pour trois saisons supplémentaires avec le club palois
En février 2020, face au Montpellier Hérault rugby, il joue son 300e match professionnel toujours sous les couleurs du club béarnais.
Le 24 mai 2021, il annonce, au travers d'un communiqué officiel, qu'il met un terme à sa carrière de joueur de rugby professionnel à l'issue de la saison 2020-2021 de Top 14 après 18 ans passés dans le même club.
Il décide de revenir aux sources pour la saison 2021-2022 en rejoignant son club de l'Etoile Sportive de Lembeye en Pré-fédérale,. Il quitte le club en 2023.
En 2024, il rejoint l'US Morlaas en tant qu'entraîneur des trois-quarts. Il rejoue également avec cette équipe à partir du mois de mars 2025, tout en continuant d'entraîner.

### En équipe nationale
Julien Fumat a évolué en 2006 avec l'équipe de France des moins de 19 ans.[réf. nécessaire]

## Palmarès
- Champion de France de Pro D2 en 2015 avec la Section paloise.

## Vie privée
Julien Fumat est un fan du groupe Nadau.